# 中島真人
中島 真人（なかじま まひと、1935年1月1日 - 2008年5月18日）は、日本の政治家。参議院議員（2期）、山梨県議会議長、山梨県議会議員（3期）を務めた。

## 略歴
山梨県甲府市出身。山梨県立韮崎高等学校、拓殖大学商学部卒業。大学卒業後、山梨県立高等学校の教諭となる。1979年の山梨県議会議員選挙に立候補し初当選。3期務めた。在職中、1993年12月15日から1994年9月29日まで議長を務めた。1995年の第17回参議院議員通常選挙で山梨県選挙区から自由民主党公認候補として立候補し、現職の磯村修（民主改革連合）や新進党の赤池誠章らを破り初当選。
在職中は自民党山梨県連の会長を務めたほか1998年に発足した小渕内閣では大蔵政務次官、2003年の小泉再改造内閣では内閣府副大臣（沖縄及び北方対策、総合科学技術政策、男女共同参画、青少年育成、少子化対策、食品安全、栄典、個人情報保護及び国際平和協力業務などを担当）に就任した。しかし2005年の郵政解散を発端とする第44回衆議院議員総選挙では県連が態度を曖昧にしたことにより党本部との軋轢を招いたことから選挙後に県連会長を辞任。2007年5月に県連会長へ復帰したが健康面に不安を抱えるようになったため、同年7月の第21回参議院議員通常選挙に不出馬を表明し、政界から引退。
引退から1年後の2008年5月18日午前2時2分、肝不全のため甲府市の病院で死去した。73歳没。
息子の中島克仁は衆議院議員である。

## 人物
上記郵政選挙における対応のまずさをはじめ、鈴木宗男による献金問題（通称「ムネオマネー」）や西松建設による政治資金規正法違反の時も名前が出てくることなど疑惑が絶えない状況が続いていた。
自民党と対立する民主党議員ではあるが同じ元教諭という間柄から輿石東と仲がよく、山梨県知事選挙ではともに山本栄彦を支持して共闘しているほか、山梨県教職員組合の政治献金問題が発覚した際には「輿石と中島がバーターで参議院選挙に取り組んだ」と報道されている。但し輿石とのバーターについては事実無根であると反論し、その後の取材を一切拒否している。
一方で同じ韮崎高校出身で自民党議員だった横内正明とは何かと対立していた。2003年の山梨県知事選挙では堀内光雄とともに横内を批判し対立候補で民主党から推薦を受けていた山本栄彦を支援したため横内は落選、また翌2004年の第20回参議院議員通常選挙に関しては横内が自民党からの出馬を表明したのにもかかわらず県連会長としてこれを認めず、自民党は山梨県選挙区での公認候補を断念する事態となり、輿石の圧勝をサポートすることになった（横内は比例区から出馬したが落選）。2007年の山梨県知事選挙においても当初の不出馬の確約を反故にして出馬を表明した横内に対して「県連を分裂させる行為である」と批判し、自分の後継者としても難色を示すなどその後県知事に当選した横内の元を訪れ和解をアピールした堀内に対し、中島と横内との関係は最後まで改善されることはなかったが、中島の没後に横内は会見で哀悼の意を表している。